# Tu jest mój dom
Tu jest mój dom – singiel zespołu Maanam, wydany w grudniu 2005 roku. Został umieszczony na składance Raz-dwa-raz-dwa z serii Złota kolekcja.

## Lista utworów
1. „Tu jest mój dom” – 3:56

## Twórcy
- Kora – śpiew
- Marek Jackowski – gitary
- Janusz Iwański – gitary
- Bogdan Wawrzynowicz – gitara basowa
- Jose Manuel Alban Juarez – perkusja
- Cezary Kaźmierczak – instrumenty klawiszowe

Produkcja muzyczna
- Marek Jackowski, Wojciech Przybylski
- Nagranie: Wojciech Przybylski
- Zgranie: Wojciech Przybylski, Marek Jackowski
- Mastering: Jacek Gawłowski / JG Masterlab
- Nagrano: Studio PR im. Agnieszki Osieckiej w listopadzie 2005

- Foto: Magda Wuensche
- Projekt graficzny: Mateusz Jackowski
- Management: Kamiling Co./Mateusz Labuda